# Umberto Cappelletti
Umberto Cappelletti (Cantù, 20 settembre 1960) è un ex cestista italiano.

## Carriera
Con Cantù ha vinto lo scudetto nel 1980-1981, oltre a diversi successi europei: la Coppa dei Campioni nel 1982, e 4 edizioni della Coppa delle Coppe: 1977, 1978, 1979 e 1981. Ha giocato anche a Desio, Bergamo, Verona e nella Robur Varese.

## Palmarès

### Trofei internazionali
- Coppa dei Campioni: 1

Cantù: 1981-82
- Coppa delle Coppe: 4 (record condiviso con Renzo Bariviera, Pierluigi Marzorati, Renzo Tombolato)

Pall. Cantù: 1976-77, 1977-78, 1978-79, 1980-81

### Trofei nazionali
- Campionato italiano: 1

Cantù: 1980-81